# Bozner Tagblatt

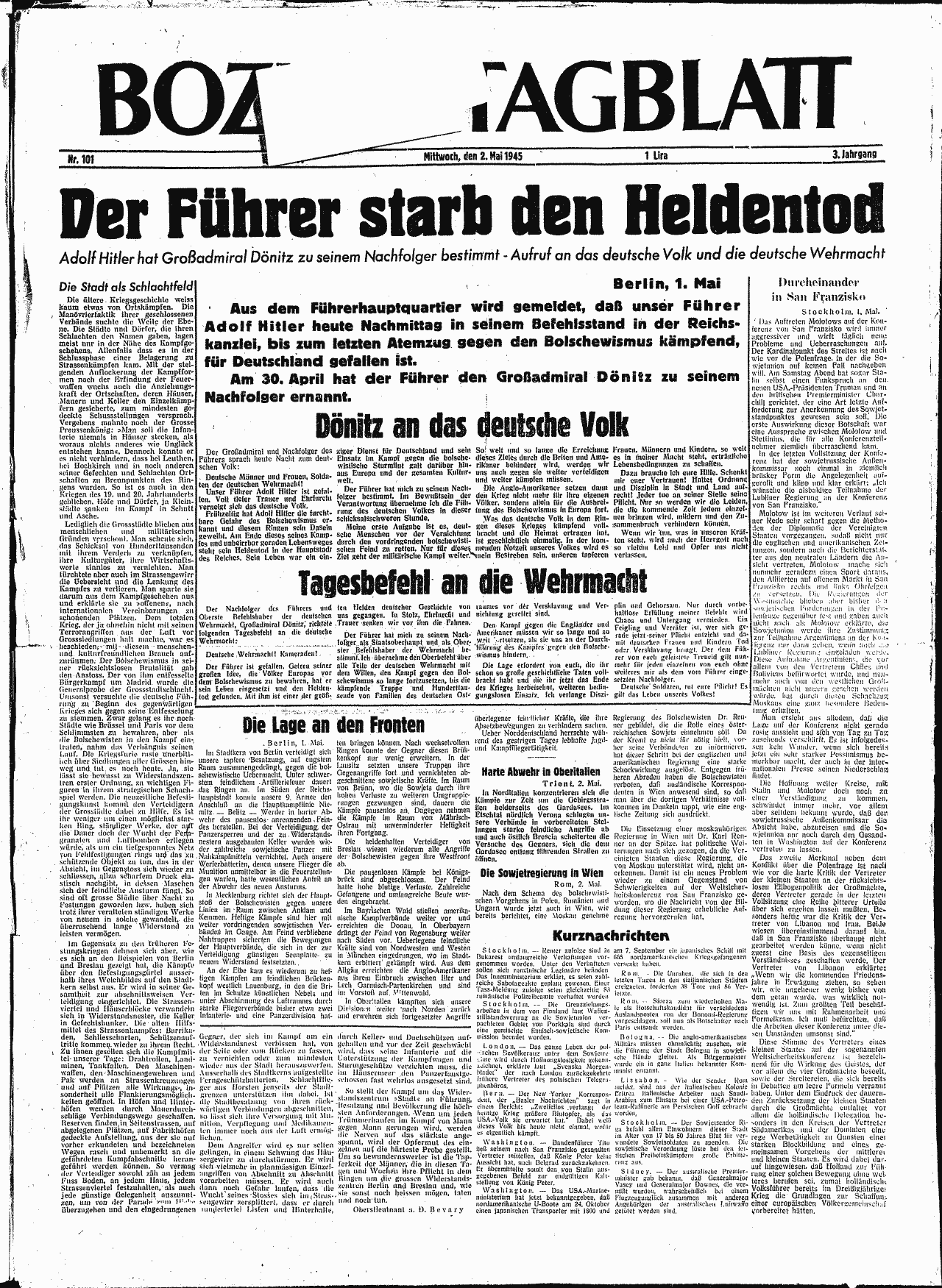
Una delle ultime edizioni del Bozner Tagblatt la quale annuncia il 2 maggio 1945 la «morte eroica» di Hitler

Il Bozner Tagblatt (in italiano Quotidiano giornaliero bolzanino) è stato l'unico quotidiano autorizzato dalle autorità naziste in Alto Adige durante l'occupazione nazista della provincia (chiamata dai nazisti Provinz Bozen) parte della Zona d'operazioni delle Prealpi. Il quotidiano usciva solo in tedesco e uscì dal 13 settembre 1943 al 14 maggio 1945 e aveva inizialmente il costo di 30 centesimi di lira e salì in meno di due anni fino al prezzo di 1 lira. Il quotidiano uscì, agli inizi, con il nome di Landeszeitung (Giornale del territorio) con il sottotitolo di Politisches Tagblatt - Erscheinungsort Bozen (Quotidiano giornaliero politico - Pubblicato a Bolzano) dal 13 al 18 settembre 1943.
Il periodico era retto da Kurt Schönwitz, membro della Schutzstaffel, il redattore capo («Hauptschriftleiter») era, dal 13 settembre del 1943, l'alpinista e giornalista altoatesino Gunther Langes, sostituito dal settembre del 1944 con Alfred Strobel, già direttore della Wagner’sche Universitätsbuchhandlung e del Gauverlag, entrambi a Innsbruck. 
Il quotidiano era di proprietà della Bozner Verlag und Druckerei con sede in via Museo, 26 a Bolzano e filiali a Bressanone, Merano e Cortina d'Ampezzo.